# مارتن بروسكوفسكي
مارتن بروسكوفسكي (بالهولندية: Maarten Brzoskowski)‏ (مواليد 19 سبتمبر 1995) هو سبّاح هولندي، مثّل بلاده في الألعاب الأولمبية الصيفية 2016.

## روابط خارجية
مارتن بروسكوفسكي على موقع الاتحاد الدولي للسباحة (الإنجليزية)
- مارتن بروسكوفسكي على موقع SwimRankings.net (الإنجليزية)
- مارتن بروسكوفسكي على موقع أوليمبيديا (الإنجليزية)
- مارتن بروسكوفسكي على موقع تيم أن.أل (الهولندية)